# Dawid Fjodorowitsch Tuchmanow

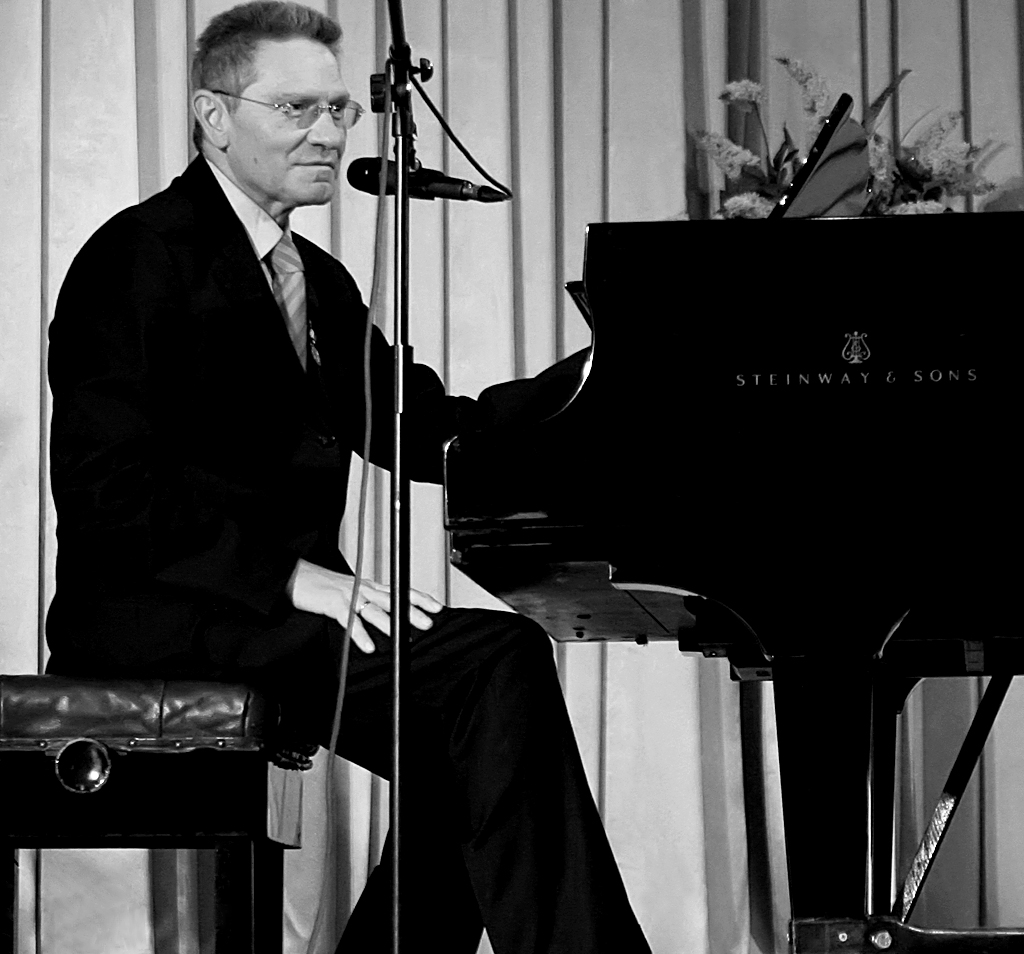
Dawid Tuchmanow

Dawid Fjodorowitsch Tuchmanow (russisch Давид Фёдорович Тухманов; * 20. Juli 1940 in Moskau) ist ein russischer Komponist der russischen Unterhaltungsmusik. 

## Leben
Tuchmanows Vater ist ein Armenier adliger Herkunft.
Im Jahr 1975 erschien sein Album По волне моей памяти (Auf der Woge meiner Erinnerung), das er zu Gedichten klassischer Dichter komponierte. Besonders erwähnenswert ist auch das Lied День Победы (Der Tag des Sieges), das im selben Jahr veröffentlicht wurde. Sein Lied Oktjabr nach dem gleichnamigen Gedicht Antonina Kymytwals wurde 1978 von Sofija Rotaru zum Jahrestag der Oktoberrevolution vorgetragen und dann häufig im Rundfunk und Fernsehen gespielt.
Dawid Tuchmanow lebte während der 1990er Jahre zeitweilig in Deutschland.

## Auszeichnungen
Dawid Tuchmanow ist Träger des Titels Народный Артист России (Volkskünstler Russlands).